# Felix Kolmer

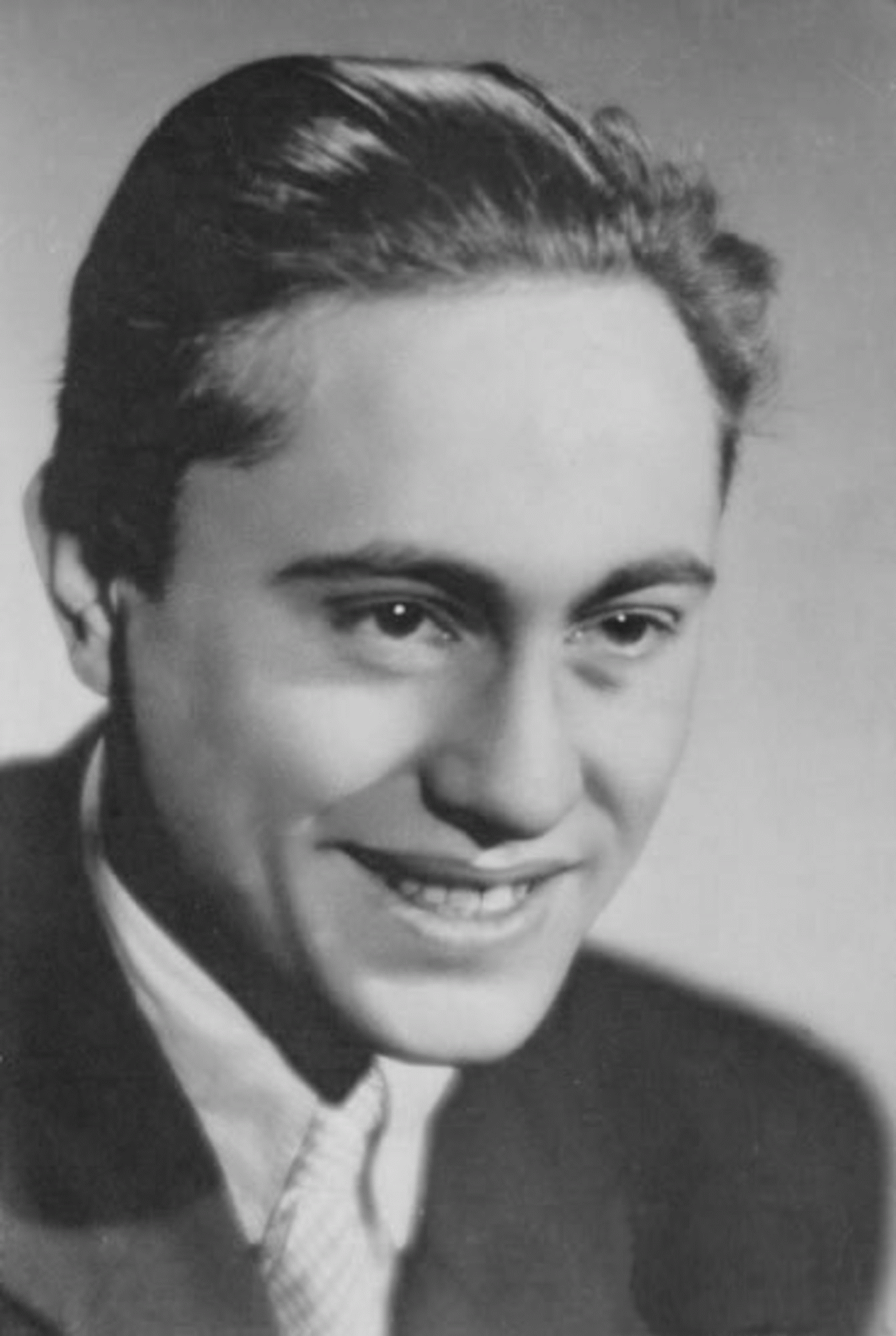
Felix Kolmer, hier abgebildet als Abiturient im Jahr 1940

Felix Kolmer (geboren 3. Mai 1922 in Prag; gestorben 5. August 2022 ebenda) war ein tschechischer Physiker und Holocaustüberlebender.

## Leben
Kolmers Vater, ein Kaufmann für Elektrotechnik in Prag und während des Ersten Weltkrieges Mitglied der Tschechoslowakischen Legionen in Italien, verstarb bereits 1932, Kolmers Mutter starb 1941 als Häftling im Ghetto Theresienstadt. Die Zerschlagung der Tschechoslowakei durch das Deutsche Reich im März 1939 brachte eine Wende in Kolmers Leben. Die Kolmers verloren ihre Wohnung und mussten zur Großmutter ziehen. Im Juni 1940 machte er sein Abitur, danach war ihm als Juden das Studium verwehrt. Er fand eine Lehrstelle als Tischler. 1941 wurde er für das Aufbaukommando zwangsverpflichtet, das in Theresienstadt das Ghetto einrichten sollte. Er wurde Mitglied einer Widerstandsorganisation unter den Häftlingen. Im Oktober 1944 wurde er in das Konzentrationslager Auschwitz deportiert. Seine Befreiung erlebte er im KZ Friedland, einem Außenlager des KZ Groß-Rosen.
Nach dem Krieg studierte Kolmer Physik und wurde auf dem Gebiet der Akustik promoviert. Er war ab 1949 Mitarbeiter und später Direktor des Instituts für experimentelle Akustik, Optik und Drucktechnik, wo er als Autor bzw. Co-Autor 200 Zeitschriftenbeiträge und Aufsätze veröffentlichte. Er war auch als Assistent und Dozent an der Technischen Universität Prag beschäftigt und war Mitglied verschiedener internationaler akustischer Gesellschaften. Von 1982 bis 2017 (also bis zum Alter von 95 Jahren) lehrte Kolmer als Professor der Abteilung für Tontechnik an der Film- und Fernsehfakultät der Akademie der Musischen Künste (FAMU).
Kolmer engagierte sich in Wiedergutmachungsfragen für die Holocaustüberlebenden in der Tschechoslowakei. Er war u. a. Vorsitzender des Bundesverbandes Information und Beratung für NS-Verfolgte e. V., stellvertretender Vorsitzender der Jüdischen Gemeinde in Prag und Vizepräsident des Internationalen Auschwitz Komitees.

## Schriften
- mit Z. Faiman, B. Klimeš, J. Ledrer, J.B. Slavík, J. Tichý: Problematika zvukové pohltivosti materiálů – Určeno pro posluchače fak. elektrotechn. inženýrství. Prag : SNTL, 1957.
- mit Jaroslav Kyncl: Prostorová akustika : Vysokošk. příručka pro vys. školy techn. směru. Prag : SNTL, 1982.